# マルチェロ・ガンディーニ
マルチェロ・ガンディーニ（Marcello Gandini 、1938年8月26日 - 2024年3月13日）は、イタリア出身のインダストリアルデザイナー。
自動車産業界で高名なカーデザイナーとして知られている。担当した仕事は自動車以外にも、インテリア・建築・工業製品・航空機に至るまで多岐にわたっている。

## 人物
カロッツェリア「ベルトーネ」の元チーフデザイナーで、スーパーカー・ブームで有名になったランボルギーニ・カウンタックやWRCで活躍したランチア・ストラトスなど、多数のヒット作を持つデザイナーである。また、スポーツカーだけでなく、いくつかの実用性に優れたファミリーカーや、トラック、バスなど、商用車も手掛けており、構造など技術的知見に長けたデザイナーとして知られる。フリーランスとして多方面でその才能を発揮した。
ガンディーニのデザインには、リアホイールアーチ上部を斜めにカットしたものが多く見られ、特徴となっている。自動車以外にもオフィス家具や小型ヘリコプターなどのデザインも手がける。
カーデザイナーになりたくて、親の意向に反し大学には進学しなかった。当時のイタリアにはデザイン専門の学位コースが無く、独学で学んだと答えている。そして晩年の2024年、高卒ながらも地元のトリノ工科大学より機械工学の名誉学位を授与されている。
普段の足にスズキ・ワゴンR（エンジンとボディを拡大した欧州仕様）を「機能的である」として愛用していたこともある。

## 経歴
1938年8月26日、オーケストラの指揮者であるマルコ・ガンディーニの子としてトリノに生まれる。
1950年代後半から1960年代前半はトリノを拠点にフリーランスのデザイナーとして、チューニングカーのボディ製作や郊外の別荘、ナイトクラブのインテリア、漫画などのデザインに関わった。また、トゥーリングや、その倒産後に従業員を引き継いだマラツィ、ボアノなど、カロッツェリアにいくつかのデザインを提供していた。
1965年11月カロッツェリア・ギアへ移籍したジョルジェット・ジウジアーロの後任としてベルトーネに招かれ、チーフデザイナーになった。
ベルトーネでの彼の最初の作品ランボルギーニ・ミウラでは、前任者ジウジアーロの代表作、シボレー・コルヴェア・テスチュード（1963年）、イソ・リヴォルタ・グリフォ（1963年）、フィアット・850スパイダー（1965年）などの特徴を融合、またフォード・GT40（1964年）やディーノ・206/246（1965年）など、時代のレーシングカーやスポーツカーの部分的エッセンスを巧みに取り入れ注目を集めた。

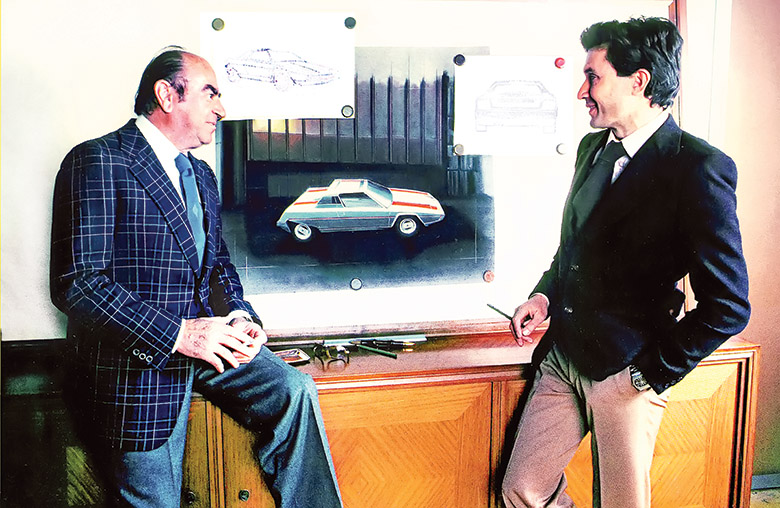
自動車実業家ヌッチオ・ベルトーネ(左)とガンディーニ(右)

1966年から1979年までのベルトーネにおけるすべてのコンセプトカーはガンディーニのデザインであり、その多くは人を驚かす奇抜なデザインであるが、生産モデルに反映されたものは数多い。1970年にジュネーブ・モーターショーに出品されたガルミッシュやジャガーFTはのちのBMW・5シリーズに影響を与え、ジャガー・ピラーナとランボルギーニ・マルツァルのスタイルはランボルギーニ・エスパーダへと引き継がれた。
また、アウトビアンキ・ラナバウト・バルケッタのコンセプトは丸ごとフィアット・X1/9に、ラナバウト・バルケッタにおける部分的要素であるフェンダーアーチやリア・パネルのスタイルは、それぞれランチア・ストラトスとランボルギーニ・カウンタックへと引き継がれた。カウンタックで初めて生産モデルに採用された前ヒンジで跳ね上がるシザードアや、完全なるウェッジシェイプのモノフォルムボディは、アルファロメオ・カラボのスタイルを反映させたものであった。
1979年7月に組織業務が好きになれないという理由でベルトーネを去り、独立。ベルトーネ在籍時の最後の作品はシトロエン・BX（1982年発表）となった。以来、再びフリーランスとしてベルトーネ在籍時と同様に精力的なデザイン活動を行っている。独立後、最初の5年間はルノーと独占契約し、シュペール5の内外装をはじめ、25、アルピーヌ・GTAの内装、商用車マスターのデザインを担当、1990年に発表された大型トラックAE/マグナムではコンセプトからデザインまでを受け持った。
ルノーとの契約が終わった1986年以降は、トム・ジャーダがデザインしたデ・トマソ・パンテーラのリデザイン（1991年発表のパンテーラ SI）やマセラティ・シャマル、キュバスコ、クアトロポルテ（IV）、チゼータ・V16Tなどのデザインを担当した。
ランボルギーニ・ディアブロやブガッティ・EB110のデザインもガンディーニに依頼されたものであったが、各社の経営者層の評判が悪かったため、スタイリングには他人の手が大幅に加えられている。ディアブロについては、改修作業を承諾し監修したとして自身のネームプレート付きで発売され、その後ランボルギーニ社の経営者が変わってから30周年記念車のSEとロードスターモデルで彼らしいスタイルへと再改修されて発売された。EB110については、途中で契約が破棄された後の改修であり、自分の作品ではないとしている。
その後はデザイナー業務に加え、トヨタ、三菱、スバルなどに携わり、コンサルティング事業を展開した。
2024年3月13日にリーヴォリで死去した。85歳没。

## 代表車種
| - アルファロメオ - モントリオール（1967年） - 1750ベルリーナ（1967年） - 2000ベルリーナ（1971年） - アウディ - 50（1974年） - フィアット - 132（1972年） - X1/9（1972年） - フィアット・アバルト - 031レーシング（1975年） - 131ラリー（1975年） - ダラーラ - X1/9（1975年） - フェラーリ - ディーノ・208/308GT4（1973年） - ランチア - ストラトスHF（1971年） - マセラティ - カムシン（1972年） - クアトロポルテ（II）（1974年） - シャマル（1989年） - クアトロポルテ（IV）（1994年） - デ・トマソ - パンテーラ（フェイスリフト）（1990年） - ビグア（1996年） - ランボルギーニ - ミウラ（1966年） - エスパーダ（1968年） - ウラッコ（1970年） - ハラマ（1970年） - カウンタック（1973年） - ウラッコ・シルエット（1976年） - ディアブロ（1990年） - シトロエン - BX（1983年） - ルノー - 5（シュペールサンク）（1984年） - マスター（1988年） - AE→マグナム（1990年） - その他 - イソ・リヴォルタ・レーレ（1969年） - イノチェンティ・ミニ（1974年） - チゼータ・V16T（1988年） | - アルファロメオ - T33 カラーボ（1968年） - T33 ナバホ（1976年） - アウトビアンキ - A112ラナバウト（1969年） - ポルシェ - 911スパイダー（1966年） - BMW - 2800 スピカップ（1969年） - 2002TI ガーミッシュ（1970年） - ジャガー - 3.8FT（1966年） - Eタイプ2+2 ピラーナ（1966年） - XJアスコット（1977年） - フィアット - 125エクスキューティブ（1967年） - 128クーペ（1968年） - ヴィジター・バス（1975年） - フェラーリ - レインボー（1976年） - ランチア - ストラトス0（1970年） - シビロ（1978年） - マセラティ - チュバスコ（1990年） - デ・トマソ - ヌーヴァ・パンテーラ2000（2000年） - ブガッティ - EB110（1991年） - ランボルギーニ - ミウラ・スパイダー（1967年） - マルツァル（1967年） - ブラボー（1974年） - P140（1988年） - アコスタ（1996年） - ボルボ - ツンドラ（1979年） - その他 - クライスラー・シムカ・シェイク（1970年） - イソ・グリフォ'90（1990年） - ストーラ・S81（2000年） - ストーラ・S86（2006年） - 日産・AP-X（1993年） - TaMo Racemo（2017年） |  |

## 書籍
（掲載）
- 『マルチェロ・ガンディーニ、カーデザインのマエストロ』 Marcello Gandini: Maestro of Design（2017年、Gautam Sen著）

## 文献資料
- 『別冊カースタイリング／ベルトーネ特集 1977年』三栄書房
- 『カースタイリング・第77号 1990年』- マルチェロ・ガンディーニ　—　エグゾティック・カーの巨匠　解説ジャンカルロ・ペリーニ　三栄書房
- 『カーマガジン第296号 2003年』- マルチェロ・ガンディーニ　ロングインタビュー　ネコ・パブリッシング
- 『ゲンロク第241号 2006年』- ミウラの真実　三栄書房